# Beichuan
Beichuan léase Béi-Chuáng  (en chino:北川羌族自治县, pinyin:Běichuān Qiāngzú Zìzhì Xiàn) es un condado autónomo bajo la administración de la ciudad-prefectura de Mianyang en la provincia de Sichuan, República Popular China.Se encuentra ubicado en una región montañosa de Sichuan. Su nombre del chino significa literalmente "Norte" (BEI) y "río" (chuan). Su nueva sede está ubicada en el poblado Yongchang (永昌镇) , después del Terremoto de Sichuan de 2008. Su área es de 2,867.83 km² y su población para 2010 era de 197 mil habitantes.

## Administración
El condado autónomo de Beichuán se divide en 10 poblados y 17 villas.
- Poblado:
  - Qushan (曲山镇)
  - Leigu (擂鼓镇)
  - Tongkou (通口镇)
- Villa:
  - Xiangquan (香泉乡)
  - Chenjiaba (陈家坝乡)
  - Guixi (桂溪乡)
  - Guanling (贯岭乡)
  - Yuli (禹里乡)
  - Xuanping (漩坪乡)
  - Baini (白坭乡)
  - Xiaoba (小坝乡)
  - Piankou (片口乡)
  - Kaiping (开坪乡)
  - Badi (坝底乡)
  - Baishi (白什乡)
  - Qingpian (青片乡)
  - Duba (都坝乡)
  - Taolong Tibetan Township (桃龙藏族乡)
  - Dunshang (墩上乡)
  - Macao (马槽乡)

## Historia
La primera administración del condado de Beichuán fue establecida en el año 566 durante la dinastía Zhou del norte. La dinastía Tang creó otro condado llamado Shiquán (石泉) dentro del original Beichuan en el año 634 , luego en 651 se combinaron. En 1914 la república China devolvió su nombre a solo Beichuan porque ya había otro condado Shiquan en la provincia Shaanxi.
En 1988, La república China le dio a Beichuán el estatus de autonomía de Qiang. El Condado Autónomo Qiang de Beichuan fue formalmente creado de 2003.

## Clima
Debido a su posición geográfica, los patrones climáticos en la siguiente tabla son los mismos de Mianyang .
| Parámetros climáticos promedio de Beichuán (1971−2000) | Parámetros climáticos promedio de Beichuán (1971−2000) | Parámetros climáticos promedio de Beichuán (1971−2000) | Parámetros climáticos promedio de Beichuán (1971−2000) | Parámetros climáticos promedio de Beichuán (1971−2000) | Parámetros climáticos promedio de Beichuán (1971−2000) | Parámetros climáticos promedio de Beichuán (1971−2000) | Parámetros climáticos promedio de Beichuán (1971−2000) | Parámetros climáticos promedio de Beichuán (1971−2000) | Parámetros climáticos promedio de Beichuán (1971−2000) | Parámetros climáticos promedio de Beichuán (1971−2000) | Parámetros climáticos promedio de Beichuán (1971−2000) | Parámetros climáticos promedio de Beichuán (1971−2000) | Parámetros climáticos promedio de Beichuán (1971−2000) |
| Mes                                                    | Ene.                                                   | Feb.                                                   | Mar.                                                   | Abr.                                                   | May.                                                   | Jun.                                                   | Jul.                                                   | Ago.                                                   | Sep.                                                   | Oct.                                                   | Nov.                                                   | Dic.                                                   | Anual                                                  |
| ------------------------------------------------------ | ------------------------------------------------------ | ------------------------------------------------------ | ------------------------------------------------------ | ------------------------------------------------------ | ------------------------------------------------------ | ------------------------------------------------------ | ------------------------------------------------------ | ------------------------------------------------------ | ------------------------------------------------------ | ------------------------------------------------------ | ------------------------------------------------------ | ------------------------------------------------------ | ------------------------------------------------------ |
| Temp. máx. media (°C)                                  | 9.6                                                    | 11.6                                                   | 16.1                                                   | 22.3                                                   | 26.7                                                   | 28.7                                                   | 30.1                                                   | 30.5                                                   | 25.5                                                   | 21.0                                                   | 16.0                                                   | 10.9                                                   | 20.8                                                   |
| Temp. mín. media (°C)                                  | 2.0                                                    | 4.1                                                    | 7.7                                                    | 12.5                                                   | 17.4                                                   | 20.9                                                   | 22.4                                                   | 21.9                                                   | 18.7                                                   | 14.3                                                   | 8.8                                                    | 3.6                                                    | 12.9                                                   |
| Precipitación total (mm)                               | 8.5                                                    | 11.7                                                   | 20.2                                                   | 46.7                                                   | 71.4                                                   | 107.0                                                  | 218.7                                                  | 192.2                                                  | 131.4                                                  | 38.7                                                   | 14.5                                                   | 4.5                                                    | 865.5                                                  |
| Días de precipitaciones (≥ 0.1 mm)                     | 5.6                                                    | 7.0                                                    | 9.5                                                    | 11.2                                                   | 13.4                                                   | 14.3                                                   | 15.4                                                   | 13.1                                                   | 14.9                                                   | 12.7                                                   | 6.6                                                    | 4.0                                                    | 127.7                                                  |
| Fuente: Weather China                                  |                                                        |                                                        |                                                        |                                                        |                                                        |                                                        |                                                        |                                                        |                                                        |                                                        |                                                        |                                                        |                                                        |